# Anthony J. Nicholls
Anthony James Nicholls (*  2. Februar 1934 in Carshalton, Surrey; † 26. Januar 2020 in Oxford) war ein britischer Historiker.

Anthony J. Nicholls stammte aus einfachen Verhältnissen. Sein Vater arbeitete für die Reisegesellschaft Thomas Cook und seine Mutter war Hausfrau. Er besuchte die Grammar School und absolvierte den Militärdienst. Er studierte Europäische Geschichte von 1955 bis 1961 in Oxford (Merton College) und München. Er wurde Forschungsassistent von John Wheeler-Bennett. Seit 1961 lehrte er am St Antony’s College, ab 1968 als Official Fellow. Hier gründete er 1976 das European Studies Centre, das er als Direktor bis zu seiner Emeritierung 2001 leitete. Seit 1965 finanzierte die Volkswagenstiftung Gastprofessuren am St. Antony’s College. Für die Volkswagen-Gastprofessur hatte er sich wesentlich mit Gerhard A. Ritter eingesetzt. Seit 1970 war er zudem als College Lecturer am Trinity College in Oxford tätig. Er wurde 2000 Professor of Modern German History.
Sein Forschungsinteresse richtete sich vor allem auf die deutsch-britischen Beziehungen seit 1945. Sein erstes Studienbuch Weimar and the Rise of Hitler aus dem Jahr 1968 gab der Geschichtswissenschaft zur deutschen Zeitgeschichte in England wichtige Impulse und erlebte mehrere Auflagen. Mit Wheeler-Bennett publizierte er 1972 die einflussreiche Untersuchung zu den Friedensregelungen am Ende des Zweiten Weltkrieges (The Semblance of Peace). Im Jahr 1997 veröffentlichte er eine Darstellung über die Bonner Republik. Er war Gründungsvorsitzender der German History Society. Zur Gründung des Deutschen Historischen Instituts in London trug er ebenfalls bei und wurde Mitglied des wissenschaftlichen Beirats. Er war Mitglied der Royal Historical Society. Als Mitglied der North Commission of Enquiry hatte er vor der Jahrtausendwende wesentlich Anteil an der Reform der Verwaltungsstrukturen der Universität Oxford. 
Für seinen Beitrag zu den deutsch-britischen Beziehungen erhielt er 1993 das Bundesverdienstkreuz 1. Klasse. Von deutschen Historikern wurde er mit einer Festschrift geehrt. Diese Ehrung wurde keinem anderen britischen Historiker zuteil. Ihm wurde 2003 die Ehrendoktorwürde der Universität München verliehen.
Er war seit 1966 verheiratet mit Christine Nicholls, einer Afrikahistorikerin und früheren Herausgeberin des Dictionary of National Biography.

## Schriften
- Weimar and the Rise of Hitler. 4. Auflage. Macmillan, Basingstoke 2000, ISBN 0-333-73472-6.
- The Bonn Republic. West Germany, 1945–1990. Longman, London 1997, ISBN 0-582-49231-9.
- Freedom with Responsibility. The Social Market Economy in Germany, 1918–1963. Oxford University Press, Oxford 1994, ISBN 0-19-820852-9.
- The Semblance of Peace. The Political Settlement after the Second World War. Macmillan u. a., London 1972.